# Partizansk
Partizansk (Russisch: Партизанск; Chinees: 游击队城), voorheen: Soetsjan (Russisch: Сучан), is een mijnstadje in het oosten van Rusland. Het ligt in de kraj Primorje. De eerste grote stad in de omgeving is Vladivostok. Het is slechts een tiental kilometers verwijderd van de Nachodka Baai aan de Japanse Zee.
Het stadje werd in 1896 gesticht om de kolenmijnen te ondersteunen. In 2007 telde het zo'n 42.000 inwoners.
Partizank is economisch belangrijk omdat het het op een na grootste benzine- en energiecentrum van de regio heeft. Daarnaast is er leerindustrie, landbouw en een grote brouwerij. Door de grote winkels, bioscopen en de omliggende natuur trekt het ook steeds meer toeristen.
In 2003 kwam Partizank in het nieuws doordat er bij een mijnongeluk vijf mensen omkwamen. In de Tsentralnaja-mijn zorgde de ontbranding van methaangas voor een ontploffing. Dit was de tweede keer sinds 1996 dat in deze mijn een dergelijk ongeluk plaatsvond.
Bestuurlijk centrum: Vladivostok

Arsenjev · Artjom · Bolsjoj Kamen · Dalnegorsk · Dalneretsjensk · Fokino · Lesozavodsk · Nachodka · Partizansk · Spassk-Dalni · Oessoeriejsk